# Рамфотека
Рамфоте́ка (от др.-греч. ῥάμφος — «клюв» и θήκη — «вместилище») — роговой чехол, который покрывает клюв птиц и образует на верхней челюсти надклювье, на нижней — подклювье. В проксимальной части надклювья у некоторых птиц есть восковица.
Обычно рамфотека сплошная, но у некоторых птиц (бакланы, пеликаны, гуси, поморники, трубконосые) состоит из отдельных элементов.
Рамфотека может нести разнообразные выросты, отдельные или многочисленные зубцы, пластинки, которые служат для захвата или измельчения пищи или для умерщвления добычи. Рамфотека постоянно изнашивается и подрастает — линька рамфотеки обычно осуществляется шелушением рогового слоя, реже она отпадает полностью. У некоторых птиц в брачный сезон роговой чехол надклювья изменяется («брачные» украшения и выросты у тупиков и пеликана Pelecanus erythrorhynchos).